# 黑名單 (泰國電視劇)
《黑名單》，為泰國GMM 25與LINE TV於2019年10月13日起播出的神秘校園劇，改編自Puyfay的原作小說，由Nanon、Chimon、Ohm、Drake、First、Frank及Bank主演。
此劇由GMMTV與製作公司Lasercat Studio合作拍攝，在2018年11月GMMTV的「Wonder Th13teen」新劇宣傳活動上公開先導預告片。其後，此劇於2019年10月在GMM 25電視台及LINE TV首播，同年12月終映。

## 劇情簡介
Akeanan學校在表面上精於運動和學術，但內裡卻隱藏很多秘密。該校的學生Fah自從失蹤後，謎團一直圍繞著這件可疑的事件，因此令Fah的弟弟Traffic轉到Akeanan學校就讀。
他在房間4/6裏遇到了Andrew、Highlight、Title、Jim Bae及Bantad，他們看起來是將黑幫般的壞學生，實際是秘密校園組織「Blacklist」的成員，希望找出圍繞學校的神秘事件的真相。其後， Traffic在老師的邀請下加入了Blacklist。除了一路找出Fah的失蹤真相外，Blacklist在過程中亦逐漸揭開Akeanan學校隱藏極深的黑暗秘密。

## 演員陣容
註：括號內的演員姓名為小名。

### 主要人物
- 格拉帕·格潘（Nanon）飾演 Traffic

擁有高領導能力，Blacklist的領導者，性格沉默寡言。他做事審慎而堅定，總是趾高氣昂的下指令。
- 瓦奇拉維·讓維瓦（Chimon）飾演 Andrew

看似是壞學生的傢伙，實際上對新加入校園的Traffic提供了指引。
- 歐帕瓦·吉沙晚迪（Ohm）飾演 Highlight

沉迷漫畫的學生，似乎很了解所有人，是停止班裏男生互相玩弄的人。
- 德雷克·萊德克（Drake）飾演 Title

接近過度活躍的學生，沒有什麼頭腦的人。他喜愛隨處奔跑、翻筋斗，甚至為了取悅女生而攀爬學校的外牆。
- 卡納潘·佩澤坤（First）飾演 Jim Bae

說話幽默的學生，跟每個人都能展開話題，但好像不想與任何人真正親近，難以捉摸他那一句是真話還是假話。
- 弗蘭克·薩納薩蘭（英语：Thanatsaran Samthonglai）（Frank）飾演 Bantad

與Traffic一樣話少的學生，學業成績優異，喜愛玩手機遊戲，不喜歡牽涉同班男生的玩樂之中。
- 普利提・拜瑞敏納特（Bank）飾演 Wanpadej

帕庞科恩·勒查林波特（Beam，青年）
男生們的班主任兼科任老師。

### 其他人物
- 查妮甘·唐卡伯缇（Prim）飾演 Melon
- 帕兰妮·琳帕缇雅空（Love）飾演 Phukkad
- 彬雅帕·珍帕誦（View）飾演 Carrot
- 蘇莉婭蕾·亞卡蕾（Prigkhing）飾演 Orange
- 帕查彤·塔娜瓦（Ployphat）飾演 Cupcake
- 甘雅拉·露安珑（Piploy）飾演 Laila
- Napassakorn Midaim 飾演 Karin校長
- 維查雅尼·別格林（Gam）飾演 Jinmanee老師
- 納塔里·瓦拉功勒希（Marc）飾演 Viking
- 吉拉迪·庫立亞古（Toptap）飾演 Dark
- 余俊杰（Prame）飾演 Champ
- 佩普罗伊·欧莉 飾演 Pim
- 塔纳瓦·拉达纳奇派山（Khaotung）飾演 Joe
- 查亞功·朱塔瑪斯（JJ）飾演 Bacon

### 特別出演
- 邦沙敦·西賓達（Fluke）飾演 Nattee
- 茱塔芘·英德拉瓊德拉（Jamie）飾演 Kiwi
- 普拉瓦特·曼努普拉塞特（Tom）飾演 Jim Bae的爸爸
- 齐纳帕·吉迪查瓦让功（Flute）飾演 Jerd
- 普洛伊·索娜琳 飾演 Fah

Traffic的姊姊。
- 帕庞科恩·勒查林波特（Beam）飾演 Kiwi
- Tytan Teepprasan飾演 Pai
- 克里塔奈·阿薩普拉奇（Nammon）飾演 Manas

## 外部連結
- GMMTV官方網站 （页面存档备份，存于）（泰文）
- MyDramaList 劇集介紹及劇評 （页面存档备份，存于）（英文）
- 豆瓣劇集介紹 （页面存档备份，存于）（中文）